# Eudorcas rufifrons
La gazzella dalla fronte rossa (Eudorcas rufifrons Gray, 1846) è una specie di gazzella ampiamente, ma irregolarmente, diffusa in Africa centrale, dal Senegal all'Etiopia nord-orientale. È presente soprattutto nella regione del Sahel, una stretta fascia di terreno che attraversa l'Africa a sud del Sahara, dove preferisce le praterie aride, le savane alberate e le steppe arbustive. Abbastanza rara, ne rimangono solamente circa 25.000 esemplari.

## Tassonomia
Se ne riconoscono quattro sottospecie:
- E. r. rufifrons Cretzschmar, 1828 (dal Senegal alla Nigeria);
- E. r. kanuri Matschie, 1893 (dal Camerun settentrionale al Ciad);
- E. r. laevipes Thomas, 1904 (Sudan centrale e orientale);
- E. r. tilonura Thomas, 1904 (Eritrea settentrionale ed Etiopia).

In passato anche la gazzella di Mongalla (E. albonotata) veniva considerata una sottospecie della gazzella dalla fronte rossa, con il nome scientifico E. r. albonotata.

## Descrizione
La gazzella dalla fronte rossa misura 105–120 cm di lunghezza e pesa 20–35 kg. Di taglia media (cranio di 17–22 cm), si tratta di una specie strettamente imparentata con la gazzella di Thomson. Ha corna sottili e non molto lunghe, simili nella forma a quelle della gazzella di Thomson, tranne che nella sottospecie di Heuglin (E. r. tilonura, diffusa in Eritrea, Etiopia e Sudan), che ha corna incurvate all'indietro con punte uncinate rivolte all'interno. Le corna hanno sezione rotonda e possono essere lisce o anellate, con un massimo di 18 anelli. Il pelo è di color sabbia od ocra pallido. Sui fianchi, più chiari, è presente una stretta banda, di 3–5 cm di spessore, bruna (in E. r. kanuri) o nerastra; spesso, o sempre in E. r. tilonura, sotto la banda scura, al margine del ventre bianco, vi è una striscia color fulvo. Di rado le natiche sono sottilmente bordate di scuro. La fronte e la linea del muso sono rossastre, ma la maschera facciale è poco evidente e in E. r. tilonura vi è quasi solo un anello chiaro intorno agli occhi; la macchia scura sul naso è poco evidente, come la striscia bruna fra l'occhio e il naso. A volte non ha ciuffi di pelo sulle ghiandole metacarpali.

## Distribuzione e habitat
La gazzella dalla fronte rossa è diffusa in tutta la fascia di praterie aride e boscaglie cha si estende dalla Mauritania e dal Senegal settentrionale alla riva occidentale del Nilo, in Sudan; una sua sottospecie, la gazzella di Heuglin (E. r. tilonura), vive a est del Nilo, tra le colline meridionali del Sudan, presso le coste del Mar Rosso, e le pendici meridionali dell'Acrocoro Etiopico, in Eritrea occidentale ed Etiopia nord-occidentale. È probabilmente scomparsa dal Ghana.
Predilige savane erbose o steppe e savane aride con radi boschi di acacie spinose, ma si incontra anche in zone sabbiose con valli erbose fra le dune.

## Biologia
Durante il periodo degli accoppiamenti è territoriale; il maschio raccoglie un harem di 6-12 femmine con i piccoli, ma a volte vive in coppie. Si nutre di erbe e di foglie; per raggiungere i germogli si alza sulle zampe posteriori. Migra a nord nella stagione delle piogge e a sud nella stagione arida. La gestazione dura 184-189 giorni, dopo i quali nasce sempre un unico piccolo. Le nascite sono concentrate in primavera e autunno.